# Maarssenbroek
Maarssenbroek est un ancien hameau, aujourd'hui grand quartier moderne de la commune néerlandaise de Stichtse Vecht, dans la province d'Utrecht.

## Histoire
Maarssenbroek fut une commune indépendante jusqu'au 8 septembre 1857, date de son rattachement à la commune de Stichtse Vecht. Avant, la commune avait déjà été rattachée à Maarssen de manière temporaire de 1812 à 1818.